# Geografski obzornik
Geografski obzornik je časopis za šolsko geografijo oziroma strokovni časopis za popularizacijo geografije. Izhaja od leta 1954. Je informativna revija, ki skrbi za modernizacijo pouka geografije in širjenje geografskega znanja in pogleda na svet. Izhaja štirikrat letno. 
Odgovorni uredniki so bili Blaž Repe, Simon Kušar, Maja Besednjak, Mojca Ilc, Irma Potočnik Slavič in drugi.
Revijo izdaja Zveza geografov Slovenije.